# Paradelphomyia nigrina
Paradelphomyia nigrina är en tvåvingeart som först beskrevs av Paul Lackschewitz 1940.  Paradelphomyia nigrina ingår i släktet Paradelphomyia och familjen småharkrankar. Enligt den finländska rödlistan är arten nära hotad i Finland. Arten är reproducerande i Sverige. Artens livsmiljö är mineralrika och måttligt mineralrika gran- och lövkärr. Inga underarter finns listade i Catalogue of Life.